# Tektonik

Tektoniska plattor och hetfläckar.

Tektonik (från grekiska: τεκτονικός, "byggande") är den strukturgeologiska subdisciplin som intresserar sig för jordskorpans regionala strukturer och de geologiska processer som skapat dem. Exempel på detta är bergskedjor och dalsystem. Plattektonik är en specialisering av tektoniken, där man intresserar sig för den inbördes rörelsen i de plattor som finns över hela jordskorpan och som bl.a. orsakar jordbävningar.
En annan subdisciplin är neotektoniken där man studerar den postglaciala tektoniken, det vill säga tektonik efter senaste istiden. Landhöjningen gör att spänningar byggs upp i jordskorpan och kan utlösa större och mindre jordbävningar. Neotektoniken är intressant dels som en process för bildning av grottor och dels som hot för slutförvaring av radioaktivt avfall.